# Nathan McGuinness
Nathan McGuinness (* in Perth, Australien) ist ein australischer Spezialeffektkünstler. 2004 war er für seine Arbeit an Master & Commander – Bis ans Ende der Welt für den Oscar in der Kategorie Beste visuelle Effekte nominiert.

## Leben
Er wuchs als Sohn eines Fernsehmarketing-Managers in Perth auf. 1997 zog er nach Los Angeles, fing bei dem Visual Effects Unternehmen Planet Blue als Digitalkünstler an und war unter anderem an dem Film Pleasantville – Zu schön, um wahr zu sein beteiligt. 1999 gründete er gemeinsam mit seiner Frau Emma das Spezialeffektunternehmen Asylum VFX. Zudem betrieb er die Produktionsfirma Kommitted Films, mit der Regiearbeiten z. B. für Werbespots übernahm.
In den folgenden Jahren arbeitete er als VFX Supervisor an Filmen wie Pearl Harbor, Bad Company – Die Welt ist in guten Händen und Catch Me If You Can. 2004 wurde er für Master & Commander – Bis ans Ende der Welt für den Oscar in der Kategorie Beste visuelle Effekte nominiert.
2010 musste er Asylum VFX schließen. und fing kurz darauf bei Double Negative an, für die er zeitweise in Singapur arbeitete.

## Filmografie
- 1998: Pleasantville – Zu schön, um wahr zu sein (Pleasantville)
- 2000: Nur noch 60 Sekunden (Gone in Sixty Seconds)
- 2001: Startup (Antitrust)
- 2001: Moulin Rouge!
- 2001: Pearl Harbor
- 2001: Planet der Affen (Planet of the Apes)
- 2001: Im Fadenkreuz – Allein gegen alle (Behind Enemy Lines)
- 2001: Spy Game – Der finale Countdown (Spy Game)
- 2001: Joe Jedermann (Joe Somebody)
- 2001: Black Hawk Down
- 2002: Bad Company – Die Welt ist in guten Händen (Bad Company)
- 2002: Minority Report
- 2002: Meister der Verwandlung (The Master of Disguise)
- 2002: xXx – Triple X (xXx)
- 2002: Nicht auflegen! (Phone Booth)
- 2002: Ring (The Ring)
- 2002: Beat the Devil (Kurzfilm)
- 2002: Ticker (Kurzfilm)
- 2002: Catch Me If You Can
- 2003: Kangaroo Jack
- 2003: Levity
- 2003: X-Men 2 (X2)
- 2003: Down with Love – Zum Teufel mit der Liebe! (Down with Love)
- 2003: 3 Engel für Charlie – Volle Power (Charlie’s Angels: Full Throttle)
- 2003: Bad Boys II
- 2003: Sin Eater – Die Seele des Bösen (The Order)
- 2003: Michael Bay’s Texas Chainsaw Massacre (The Texas Chainsaw Massacre)
- 2003: Master & Commander – Bis ans Ende der Welt (Master and Commander: The Far Side of the World)
- 2004: Miracle – Das Wunder von Lake Placid (Miracle)
- 2004: Mann unter Feuer (Man on Fire)
- 2004: Das Vermächtnis der Tempelritter (National Treasure)
- 2004: Das Phantom der Oper (The Phantom of the Opera)
- 2005: Amityville Horror – Eine wahre Geschichte (The Amityville Horror)
- 2005: Spiel ohne Regeln (The Longest Yard)
- 2005: Charlie und die Schokoladenfabrik (Charlie and the Chocolate Factory)
- 2005: Die Insel (The Island)
- 2005: Sky High – Diese Highschool hebt ab! (Sky High)
- 2005: Domino
- 2005: King Kong
- 2006: Spiel auf Sieg (Glory Road)
- 2006: Unbekannter Anrufer (When a Stranger Calls)
- 2006: Pirates of the Caribbean – Fluch der Karibik 2 (Pirates of the Caribbean: Dead Man’s Chest)
- 2006: Déjà Vu – Wettlauf gegen die Zeit (Deja Vu)
- 2007: Pirates of the Caribbean – Am Ende der Welt (Pirates of the Caribbean: At World’s End)
- 2007: Transformers
- 2007: Das Vermächtnis des geheimen Buches (National Treasure: Book of Secrets)
- 2008: The Eye
- 2008: Tropic Thunder
- 2008: Der seltsame Fall des Benjamin Button (The Curious Case of Benjamin Button)
- 2009: The Unborn
- 2009: Freitag der 13. (Friday the 13th)
- 2009: Terminator: Die Erlösung (Terminator Salvation)
- 2009: Die Entführung der U-Bahn Pelham 123 (The Taking of Pelham 1 2 3)
- 2009: Transformers – Die Rache (Transformers: Revenge of the Fallen)
- 2009: G-Force – Agenten mit Biss (G-Force)
- 2010: Shelter (6 Souls)
- 2010: Duell der Magier (The Sorcerer’s Apprentice)
- 2010: Unstoppable – Außer Kontrolle (Unstoppable)
- 2010: 72 Stunden – The Next Three Days (The Next Three Days)
- 2011: Atemlos – Gefährliche Wahrheit (Abduction)
- 2012: Battleship
- 2012: Total Recall
- 2012: Les Misérables
- 2013: Fast & Furious 6 (Furious 6)
- 2013: Rush – Alles für den Sieg (Rush)
- 2014: Cuban Fury – Echte Männer tanzen (Cuban Fury)
- 2014: Transcendence
- 2014: Shelter – Auf den Straßen von New York (Shelter)
- 2016: The Shallows – Gefahr aus der Tiefe (The Shallows)
- 2017: Sky Hunter (空天猎)
- 2020: Greyhound – Schlacht im Atlantik (Greyhound)
- 2022: The Good Nurse
- 2024: Elevation